# Mehring (Bavaria)
Mehring este o comună din districtul Altötting, landul Bavaria, Germania.